# Großer Preis von Singapur 2022
Der Große Preis von Singapur 2022 (offiziell Formula 1 Singapore Airlines Singapore Grand Prix 2022) fand am 2. Oktober auf dem Marina Bay Street Circuit in Singapur statt und war das 17. Rennen der Formel-1-Weltmeisterschaft 2022.

## Bericht

### Hintergründe
Nach dem Großen Preis von Italien führte Max Verstappen in der Fahrerwertung mit 116 Punkten vor Charles Leclerc und mit 125 Punkten vor Sergio Pérez. In der Konstrukteurswertung führte Red Bull mit 139 Punkten vor Ferrari und mit 174 Punkten vor Mercedes.
Mit Sebastian Vettel (fünfmal), Lewis Hamilton (viermal) und Fernando Alonso (zweimal) traten drei ehemalige Sieger zu diesem Grand Prix an.
Als Rennkommissare für dieses Rennwochenende fungierten Gerd Ennser (DEU), Matt Selley (AUS), Derek Warwick (GBR) und Nish Shetty (SGP).

### Training
Im ersten freien Training fuhr Hamilton mit 1:43,033 Minuten die schnellste Runde, gefolgt von Verstappen und Leclerc.
Carlos Sainz jr. fuhr im zweiten freien Training in 1:42,587 Minuten die schnellste Zeit vor Leclerc und George Russell.
Im dritten freien Training war dann Leclerc mit 1:57,782 Minuten der Schnellste. Zweiter wurde Verstappen vor Sainz jr.

### Qualifying
Das Qualifying bestand aus drei Teilen mit einer Nettolaufzeit von 45 Minuten. Im ersten Qualifying-Segment (Q1) hatten die Fahrer 18 Minuten Zeit, um sich für das Rennen zu qualifizieren. Alle Fahrer, die im ersten Abschnitt eine Zeit erzielten, die maximal 107 Prozent der schnellsten Rundenzeit betrug, qualifizierten sich für den Grand Prix. Die besten 15 Fahrer erreichten den nächsten Teil. Verstappen war Schnellster. Im ersten Qualifying-Segment schieden Valtteri Bottas, Daniel Ricciardo, Esteban Ocon, Alexander Albon und Nicholas Latifi aus.
Der zweite Abschnitt (Q2) dauerte 15 Minuten. Die schnellsten zehn Piloten qualifizierten sich für den dritten Teil des Qualifyings. Leclerc war Schnellster. Russell, Lance Stroll, Mick Schumacher, Vettel und Zhou Guanyu schieden aus.
Der finale Abschnitt (Q3) ging über eine Zeit von zwölf Minuten, in denen die ersten zehn Startpositionen vergeben wurden. Leclerc fuhr mit einer Rundenzeit von 1:49,412 Minuten die Bestzeit vor Pérez und Hamilton.

### Rennen
Bereits vor Beginn der Vorbereitung regnete es heftig. Da auch offizielle Punkte wie die Nationalhymne noch nicht stattgefunden hatten, musste auch dies zunächst nachgeholt werden. Rennbeginn war dann schließlich um 21.05 Uhr Ortszeit. Die Strecke konnte in dieser Zeit bereits abtrocknen, sodass alle mit Intermediates starteten. 
Beim Start konnte sich Pérez gegen Leclerc durchsetzen und übernahm die Führung. Auch Hamilton verlor seinen dritten Startplatz an Sainz jr. Für Verstappen ging es beim Start fünf Plätze nach hinten, während sich Vettel fünf Plätze nach vorne kämpfte. Verstappen konnte aber in den ersten Runden wieder auf Platz 9 vorfahren. In Runde sieben kam es zu einer Kollision zwischen Zhou und Latifi. Letzterer übersah Zhou und löste damit eine Safety-Car-Phase aus. Magnussen musste aufgrund eines beschädigten Frontflügels in die Box. 
Der Restart verlief ohne Probleme. Da die Strecke immer weiter abtrocknete, warteten alle auf den geeigneten Moment für Slicks. In Runde 20 löste ein Motorschaden von Alonso eine VSC-Phase aus. Russell nutzte diese Phase für einen Wechsel auf Slicks. Jedoch waren seine Zeiten zu diesem Zeitpunkt noch nicht vielversprechend. In Runde 26 gab es wieder gelb und ein VSC. Albon schlug ein und verlor seinen Frontflügel. In der Box musste er seinen Williams dann abstellen. Auch in Runde 28 gab es gelb, ausgelöst durch Ocon, der seinen Alpine auch abstellen musste. Ab Runde 32 wurden die Rundenzeiten von Russell immer besser. Hamilton hingegen schlug ein und musste mit kaputtem Frontflügel in die Box, was er auch für einen Wechsel auf Slicks nutzte. Ab Runde 34 wechselten dann die meisten. Da Tsunoda kurz nach seinem Boxenstopp in die Barriere einschlug, kam das Safety-Car raus. McLaren hatten am besten gepokert und ihre Fahrer noch nicht zum Reifenwechsel gerufen und konnten so viele Plätze gutmachen. 
Das Rennen wurde in Runde 40 wieder freigegeben. Verstappen fuhr aber zu aggressiv und zog sich einen Bremsplatten zu, sodass er wieder wechseln musste. Leclerc wurde währenddessen über eine Ermittlung gegen Pérez informiert. Er habe beim Restart zu viel Abstand zum Safety-Car gelassen. Leclerc sollte deshalb im Fünf-Sekunden-Fenster zu Pérez bleiben, konnte dessen Tempo aber nicht mitgehen. Bei der Zieldurchfahrt waren es über sieben Sekunden. Verstappen schloss wieder auf Hamilton auf, der sich an Vettel die Zähne aus biss. Durch einen Verbremser Hamiltons konnte Verstappen ihn überholen und schnappte sich schließlich noch Vettel. 
Durch die vielen Unterbrechung wurden nicht die geplanten 61 Runden gefahren, sondern nur 59.
Pérez gewann das Rennen vor Leclerc und Sainz jr. Die restlichen Punkteplatzierungen belegten Norris, Ricciardo, Stroll, Verstappen, Vettel, Hamilton und Gasly.
In der Fahrerwertung und Konstrukteurswertung blieben die ersten drei Positionen unverändert.
Nach dem Rennen wurden noch die Vorfälle gegen Pérez untersucht, da er bei jedem Safety-Car Restart zu viel Abstand zum Safety-Car ließ. Nach zwei Stunden Warten kam das Urteil der Rennstewards: Für das erste Vergehen bekam er eine Verwarnung, da die Rennleitung aber bereits im Rennen eine Warnung wegen dieses Vergehens ausgesprochen hatte, wurde er für das zweite Vergehen mit einer Zeitstrafe von fünf Sekunden bestraft. Durch den Abstand von 7 Sekunden auf Leclerc durfte er seinen Sieg aber behalten.

## Meldeliste
| Team                                  | Nr. | Fahrer           | Chassis                           | Motor                             | Reifen |
| ------------------------------------- | --- | ---------------- | --------------------------------- | --------------------------------- | ------ |
| Oracle Red Bull Racing                | 01  | Max Verstappen   | Red Bull Racing RB18              | Red Bull RBPTH001                 | P      |
| Oracle Red Bull Racing                | 11  | Sergio Pérez     | Red Bull Racing RB18              | Red Bull RBPTH001                 | P      |
| Mercedes-AMG Petronas F1 Team         | 63  | George Russell   | Mercedes-AMG F1 W13 E Performance | Mercedes-AMG F1 M13 E Performance | P      |
| Mercedes-AMG Petronas F1 Team         | 44  | Lewis Hamilton   | Mercedes-AMG F1 W13 E Performance | Mercedes-AMG F1 M13 E Performance | P      |
| Scuderia Ferrari                      | 16  | Charles Leclerc  | Ferrari F1-75                     | Ferrari 066/7                     | P      |
| Scuderia Ferrari                      | 55  | Carlos Sainz jr. | Ferrari F1-75                     | Ferrari 066/7                     | P      |
| McLaren F1 Team                       | 03  | Daniel Ricciardo | McLaren MCL36                     | Mercedes-AMG F1 M13 E Performance | P      |
| McLaren F1 Team                       | 04  | Lando Norris     | McLaren MCL36                     | Mercedes-AMG F1 M13 E Performance | P      |
| BWT Alpine F1 Team                    | 14  | Fernando Alonso  | Alpine A522                       | Renault E-Tech RE22               | P      |
| BWT Alpine F1 Team                    | 31  | Esteban Ocon     | Alpine A522                       | Renault E-Tech RE22               | P      |
| Scuderia AlphaTauri                   | 10  | Pierre Gasly     | AlphaTauri AT03                   | Red Bull RBPTH001                 | P      |
| Scuderia AlphaTauri                   | 22  | Yuki Tsunoda     | AlphaTauri AT03                   | Red Bull RBPTH001                 | P      |
| Aston Martin Aramco Cognizant F1 Team | 18  | Lance Stroll     | Aston Martin AMR22                | Mercedes-AMG F1 M13 E Performance | P      |
| Aston Martin Aramco Cognizant F1 Team | 05  | Sebastian Vettel | Aston Martin AMR22                | Mercedes-AMG F1 M13 E Performance | P      |
| Williams Racing                       | 23  | Alexander Albon  | Williams FW44                     | Mercedes-AMG F1 M13 E Performance | P      |
| Williams Racing                       | 06  | Nicholas Latifi  | Williams FW44                     | Mercedes-AMG F1 M13 E Performance | P      |
| Alfa Romeo F1 Team ORLEN              | 77  | Valtteri Bottas  | Alfa Romeo C42                    | Ferrari 066/7                     | P      |
| Alfa Romeo F1 Team ORLEN              | 24  | Zhou Guanyu      | Alfa Romeo C42                    | Ferrari 066/7                     | P      |
| Haas F1 Team                          | 20  | Kevin Magnussen  | Haas VF-22                        | Ferrari 066/7                     | P      |
| Haas F1 Team                          | 47  | Mick Schumacher  | Haas VF-22                        | Ferrari 066/7                     | P      |

## Klassifikationen

### Qualifying
| Pos.                                                                      | Fahrer           | Konstrukteur                 | Q1       | Q2       | Q3       | Start |
| ------------------------------------------------------------------------- | ---------------- | ---------------------------- | -------- | -------- | -------- | ----- |
| 01                                                                        | Charles Leclerc  | Ferrari                      | 1:54,129 | 1:52,343 | 1:49,412 | 01    |
| 02                                                                        | Sergio Pérez     | Red Bull Racing-RBPT         | 1:54,404 | 1:52,818 | 1:49,434 | 02    |
| 03                                                                        | Lewis Hamilton   | Mercedes                     | 1:53,161 | 1:52,691 | 1:49,466 | 03    |
| 04                                                                        | Carlos Sainz jr. | Ferrari                      | 1:54,559 | 1:53,219 | 1:49,583 | 04    |
| 05                                                                        | Fernando Alonso  | Alpine-Renault               | 1:55,360 | 1:53,127 | 1:49,966 | 05    |
| 06                                                                        | Lando Norris     | McLaren-Mercedes             | 1:55,914 | 1:53,942 | 1:50,584 | 06    |
| 07                                                                        | Pierre Gasly     | AlphaTauri-RBPT              | 1:55,606 | 1:53,546 | 1:51,211 | 07    |
| 08                                                                        | Max Verstappen   | Red Bull Racing-RBPT         | 1:53,057 | 1:52,723 | 1:51,395 | 08    |
| 09                                                                        | Kevin Magnussen  | Haas-Ferrari                 | 1:55,103 | 1:54,006 | 1:51,573 | 09    |
| 10                                                                        | Yuki Tsunoda     | AlphaTauri-RBPT              | 1:55,314 | 1:53,848 | 1:51,983 | 10    |
| 11                                                                        | George Russell   | Mercedes                     | 1:54,633 | 1:54,012 | –        | Box   |
| 12                                                                        | Lance Stroll     | Aston Martin Aramco-Mercedes | 1:55,629 | 1:54,211 | –        | 11    |
| 13                                                                        | Mick Schumacher  | Haas-Ferrari                 | 1:55,736 | 1:54,370 | –        | 12    |
| 14                                                                        | Sebastian Vettel | Aston Martin Aramco-Mercedes | 1:55,602 | 1:54,380 | –        | 13    |
| 15                                                                        | Zhou Guanyu      | Alfa Romeo-Ferrari           | 1:55,375 | 1:55,518 | –        | 14    |
| 16                                                                        | Valtteri Bottas  | Alfa Romeo-Ferrari           | 1:56,083 | –        | –        | 15    |
| 17                                                                        | Daniel Ricciardo | McLaren-Mercedes             | 1:56,226 | –        | –        | 16    |
| 18                                                                        | Esteban Ocon     | Alpine-Renault               | 1:56,337 | –        | –        | 17    |
| 19                                                                        | Alexander Albon  | Williams-Mercedes            | 1:56,985 | –        | –        | 18    |
| 20                                                                        | Nicholas Latifi  | Williams-Mercedes            | 1:57,532 | –        | –        | 19    |
| 107-Prozent-Zeit: 2:00,971 min (bezogen auf Q1-Bestzeit von 1:53,057 min) |                  |                              |          |          |          |       |

Anmerkungen
1. ↑  Russell musste aus der Boxengasse starten, da an seinem Auto Teile gewechselt wurden, als es unter Parc-fermé-Bedingungen stand.

### Rennen
| Pos. | Fahrer           | Konstrukteur                 | Runden | Stopps | Zeit        | Start | Schnellste Runde |
| ---- | ---------------- | ---------------------------- | ------ | ------ | ----------- | ----- | ---------------- |
| 01   | Sergio Pérez     | Red Bull Racing-RBPT         | 59     | 1      | 2:02:20,238 | 02    | 1:48,165 (57.)   |
| 02   | Charles Leclerc  | Ferrari                      | 59     | 1      | + 2,595     | 01    | 1:48,753 (54.)   |
| 03   | Carlos Sainz jr. | Ferrari                      | 59     | 1      | + 10,305    | 04    | 1:48,414 (59.)   |
| 04   | Lando Norris     | McLaren-Mercedes             | 59     | 1      | + 21,133    | 06    | 1:49,212 (56.)   |
| 05   | Daniel Ricciardo | McLaren-Mercedes             | 59     | 1      | + 53,282    | 16    | 1:51,006 (57.)   |
| 06   | Lance Stroll     | Aston Martin Aramco-Mercedes | 59     | 1      | + 56,330    | 11    | 1:50,283 (58.)   |
| 07   | Max Verstappen   | Red Bull Racing-RBPT         | 59     | 2      | + 58,825    | 08    | 1:49,142 (52.)   |
| 08   | Sebastian Vettel | Aston Martin Aramco-Mercedes | 59     | 1      | + 1:00,032  | 13    | 1:50,669 (58.)   |
| 09   | Lewis Hamilton   | Mercedes                     | 59     | 1      | + 1:01,515  | 03    | 1:50,622 (58.)   |
| 10   | Pierre Gasly     | AlphaTauri-RBPT              | 59     | 1      | + 1:09,576  | 07    | 1:50,569 (56.)   |
| 11   | Valtteri Bottas  | Alfa Romeo-Ferrari           | 59     | 1      | + 1:28,844  | 15    | 1:51,864 (52.)   |
| 12   | Kevin Magnussen  | Haas-Ferrari                 | 59     | 2      | + 1:32,610  | 09    | 1:52,067 (59.)   |
| 13   | Mick Schumacher  | Haas-Ferrari                 | 58     | 1      | + 1 Runde   | 12    | 1:50,290 (58.)   |
| 14   | George Russell   | Mercedes                     | 57     | 4      | + 2 Runden  | Box   | 1:46,458 (54.)   |
| –    | Yuki Tsunoda     | AlphaTauri-RBPT              | 34     | 1      | DNF         | 10    | 1:58,716 (32.)   |
| –    | Esteban Ocon     | Alpine-Renault               | 26     | 0      | DNF         | 17    | 2:01,105 (24.)   |
| –    | Alexander Albon  | Williams-Mercedes            | 25     | 0      | DNF         | 18    | 2:02,121 (24.)   |
| –    | Fernando Alonso  | Alpine-Renault               | 20     | 0      | DNF         | 05    | 2:00,463 (19.)   |
| –    | Nicholas Latifi  | Williams-Mercedes            | 7      | 0      | DNF         | 19    | 2:05,585 (05.)   |
| –    | Zhou Guanyu      | Alfa Romeo-Ferrari           | 6      | 0      | DNF         | 14    | 2:05,566 (05.)   |

Anmerkungen
1. ↑  Pérez erhielt eine Zeitstrafe von fünf Sekunden, da er hinter dem Safety Car den vorgeschriebenen Maximalabstand überschritt.

## WM-Stände nach dem Rennen
Die ersten zehn des Rennens bekamen 25, 18, 15, 12, 10, 8, 6, 4, 2 bzw. 1 Punkt(e). Der Punkt für die schnellste Rennrunde wurde nicht vergeben, da der Fahrer nicht unter den ersten Zehn landete.

### Fahrerwertung
| Pos. | Fahrer           | Konstrukteur         | Punkte |
| ---- | ---------------- | -------------------- | ------ |
| 01   | Max Verstappen   | Red Bull Racing-RBPT | 341    |
| 02   | Charles Leclerc  | Ferrari              | 237    |
| 03   | Sergio Pérez     | Red Bull Racing-RBPT | 235    |
| 04   | George Russell   | Mercedes             | 203    |
| 05   | Carlos Sainz jr. | Ferrari              | 202    |
| 06   | Lewis Hamilton   | Mercedes             | 170    |
| 07   | Lando Norris     | McLaren-Mercedes     | 100    |
| 08   | Esteban Ocon     | Alpine-Renault       | 66     |
| 09   | Fernando Alonso  | Alpine-Renault       | 59     |
| 10   | Valtteri Bottas  | Alfa Romeo-Ferrari   | 46     |
| 11   | Daniel Ricciardo | McLaren-Mercedes     | 29     |

| Pos. | Fahrer           | Konstrukteur                 | Punkte |
| ---- | ---------------- | ---------------------------- | ------ |
| 12   | Sebastian Vettel | Aston Martin Aramco-Mercedes | 24     |
| 13   | Pierre Gasly     | AlphaTauri-RBPT              | 23     |
| 14   | Kevin Magnussen  | Haas-Ferrari                 | 22     |
| 15   | Lance Stroll     | Aston Martin Aramco-Mercedes | 13     |
| 16   | Mick Schumacher  | Haas-Ferrari                 | 12     |
| 17   | Yuki Tsunoda     | AlphaTauri-RBPT              | 11     |
| 18   | Zhou Guanyu      | Alfa Romeo-Ferrari           | 6      |
| 19   | Alexander Albon  | Williams-Mercedes            | 4      |
| 20   | Nyck de Vries    | Williams-Mercedes            | 2      |
| 21   | Nicholas Latifi  | Williams-Mercedes            | 0      |
| 22   | Nico Hülkenberg  | Aston Martin Aramco-Mercedes | 0      |

### Konstrukteurswertung
| Pos. | Konstrukteur         | Punkte |
| ---- | -------------------- | ------ |
| 1    | Red Bull Racing-RBPT | 576    |
| 2    | Ferrari              | 439    |
| 3    | Mercedes             | 373    |
| 4    | McLaren-Mercedes     | 129    |
| 5    | Alpine-Renault       | 125    |

| Pos. | Konstrukteur                 | Punkte |
| ---- | ---------------------------- | ------ |
| 06   | Alfa Romeo-Ferrari           | 52     |
| 07   | Aston Martin Aramco-Mercedes | 37     |
| 08   | Haas-Ferrari                 | 34     |
| 09   | AlphaTauri-RBPT              | 34     |
| 10   | Williams-Mercedes            | 6      |